# جهان غرب

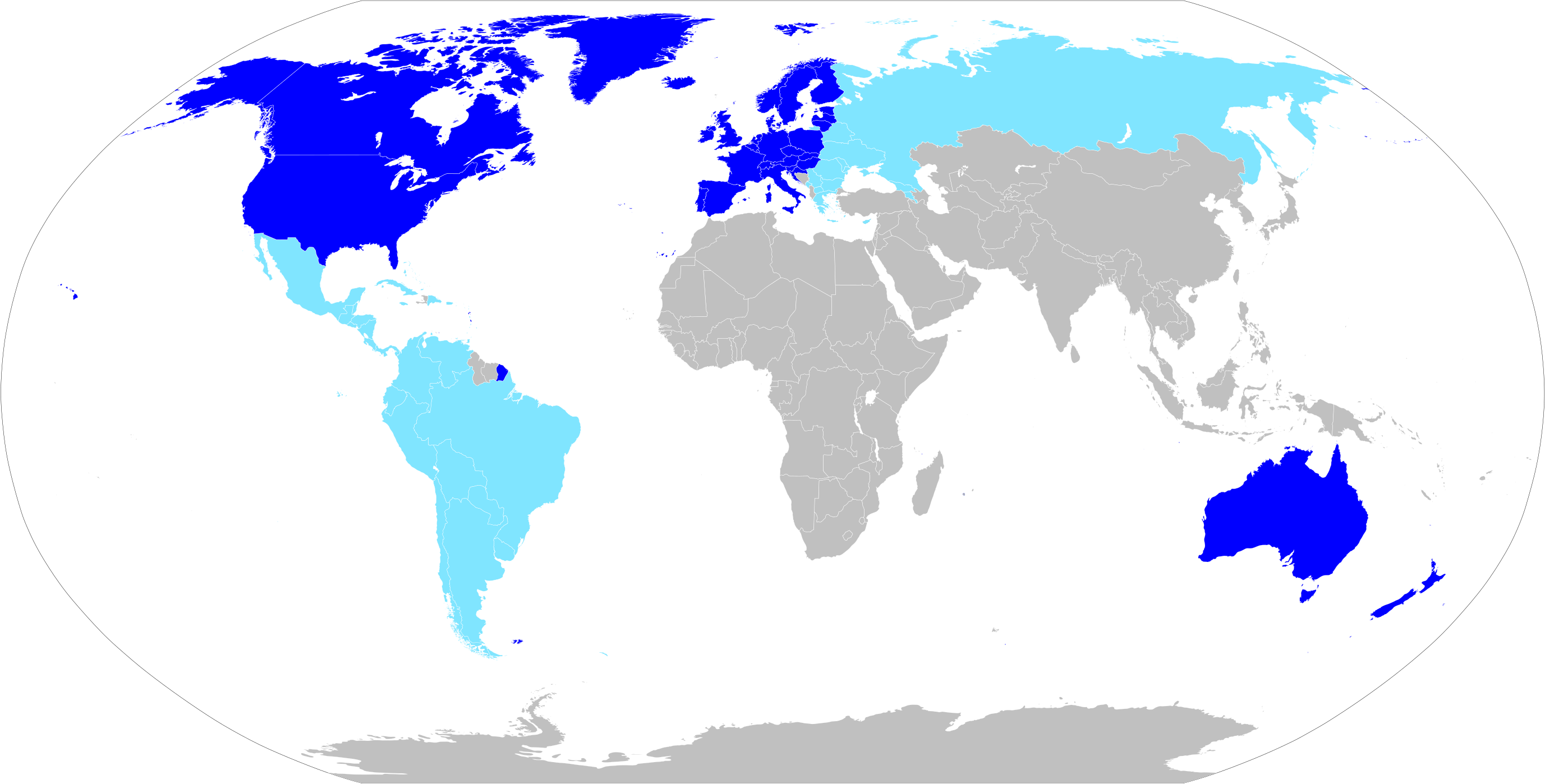
کشورهای غربی به رنگ آبی‌تیره هستند و کشورهای آمریکای لاتین (آمریکای مرکزی و جنوبی) و کشورهای مسیحی ارتدکس (اروپای شرقی) به رنگ آبی‌فیروزه‌ای. مطابق تعریف ساموئل هانتینگتون در برخورد تمدن‌ها

جهان غرب یا به اختصار غرب در درجه اول به ملت‌ها و دولت‌های مختلف در مناطق استرالیا، اروپا، و قاره آمریکا اشاره دارد. ریشه واژه غرب (از لاتین  occidēns «setting down, sunset, west») است؛ بر خلاف جهان شرق معروف به خاورزمین (از لاتین  oriēns «origin, sunrise, east»). غرب مفهومی در حال تحول تلقی می‌شود. متشکل از هم افزایی فرهنگی، سیاسی و اقتصادی میان گروه‌های مختلف مردم، و نه منطقه ای سفت و سخت با مرزها و اعضای ثابت. تعاریف «جهان غربی» بر اساس زمینه و دیدگاه متفاوت است.
جهان غرب امروزی اساساً شامل ملت‌ها و دولت‌هایی می‌شود که در آنها تمدن یا فرهنگ غربی وجود دارد. — ریشه‌های آن را برخی از مورخان به دنیای یونانی-رومی بازمی‌گردانند. در نفاق جهانی شمال-جنوب، غرب اغلب با شمال جهانی در ارتباط است. ایده تاریخی اروپا به عنوان غرب جغرافیایی در قرن پنجم قبل از میلاد در یونان پدیدار شد. مفهوم جغرافیایی غرب در قرن چهارم پس از میلاد زمانی که کنستانتین – اولین امپراتور روم مسیحی – امپراتوری روم را بین شرق یونان و غرب لاتین تقسیم کرد، شکل گرفت. امپراتوری روم شرقی که بعداً امپراتوری بیزانس نامیده شد، برای یک هزار سال ادامه یافت، در حالی که امپراتوری روم غربی تنها حدود یک قرن و نیم دوام آورد. تقسیم‌بندی سیاسی-مذهبی کنستانتین رومی سرانجام در انشعابات شرقی-غربی در سال ۱۰۵۴ میلادی به اوج خود رسید. اگرچه روابط دوستانه بین دو بخش از جهان مسیحیت برای مدتی ادامه یافت، جنگ‌های صلیبی با خصومت این انشقاق را قطعی کرد. غرب در طول این جنگ‌های صلیبی سعی کرد راه‌های تجاری به شرق را تصرف کند و شکست خورد، در عوض قاره آمریکا را کشف کرد. پس از استعمار اروپاییان در این سرزمین‌های تازه کشف شده، ایده ای از جهان غرب به عنوان وارث جهان مسیحیت لاتین پدیدار شد.
کلمه انگلیسی "West" در ابتدا به معنای یک قید برای جهت بود. در قرون وسطی، اروپایی‌ها شروع به استفاده از آن برای توصیف اروپا کردند. از قرن هجدهم، به دنبال اکتشافات اروپایی، این کلمه برای نشان دادن مناطقی از جهان با سکونتگاه‌های اروپایی استفاده می‌شد. در دوران معاصر، کشورهایی که غرب را تشکیل می‌دهند، بر اساس دیدگاه و نه موقعیت جغرافیایی شان متفاوت هستند. کشورهایی مانند استرالیا و نیوزلند که در نیمکره شرقی قرار دارند، در تعاریف مدرن جهان غرب گنجانده شده‌اند، زیرا این مناطق و سایر مناطق مانند آنها به‌طور قابل توجهی تحت تأثیر عوامل بریتانیا — ناشی از استعمار و مهاجرت اروپایی‌ها — قرار گرفته‌اند. که چنین کشورهایی را می‌توان به غرب گره زد. کشوری مانند ژاپن علیرغم اینکه در خاور دور واقع شده‌است، در برخی زمینه‌ها بخشی از غرب محسوب می‌شود زیرا با آرمان‌های دموکراسی به سبک غربی (لیبرال دمکراسی) همسو می‌شود. در حالی که کشوری مانند کوبا که در نیمکره غربی واقع شده‌است، استدلال می‌شود که بخشی از غرب نیست زیرا با آرمان‌های سوسیالیسم و کمونیسم همسو است. بسته به بافت و دوره تاریخی مورد بحث، روسیه گاهی به عنوان بخشی از غرب تلقی می‌شد و گاهی در خارج آن قرار می‌گرفت. به موازات ظهور ایالات متحده به عنوان یک قدرت بزرگ و توسعه فناوری‌های ارتباطی – حمل و نقل که فاصله بین هر دو ساحل اقیانوس اطلس را «کوچک می‌کند»، کشور فوق در مفهوم سازی‌های غرب برجسته تر شد.
بین قرن هجدهم تا اواسط قرن بیستم، کشورهای برجسته در غرب مانند ایالات متحده، کانادا، برزیل، آرژانتین، استرالیا و نیوزلند زمانی به عنوان قوم سالاری برای سفیدپوستان تصور می‌شدند. اشاره شده‌است که نژادپرستی یکی از عوامل مؤثر در استعمار غربی‌ها از جهان جدید بوده‌است، که امروزه بخش عمده ای از جهان «جغرافیایی» غرب را تشکیل می‌دهد. با شروع از اواخر دهه ۱۹۶۰، بخش‌های خاصی از دنیای غرب به دلیل تنوع خود قابل توجه شده‌اند. ایده «غرب» در طول زمان از مفهومی جهت‌دار به مفهومی سیاسی-اجتماعی تبدیل شده‌است که به عنوان مفهومی از آینده با مفاهیم پیشرفت و مدرنیته تبدیل شده‌است.

## مقدمه

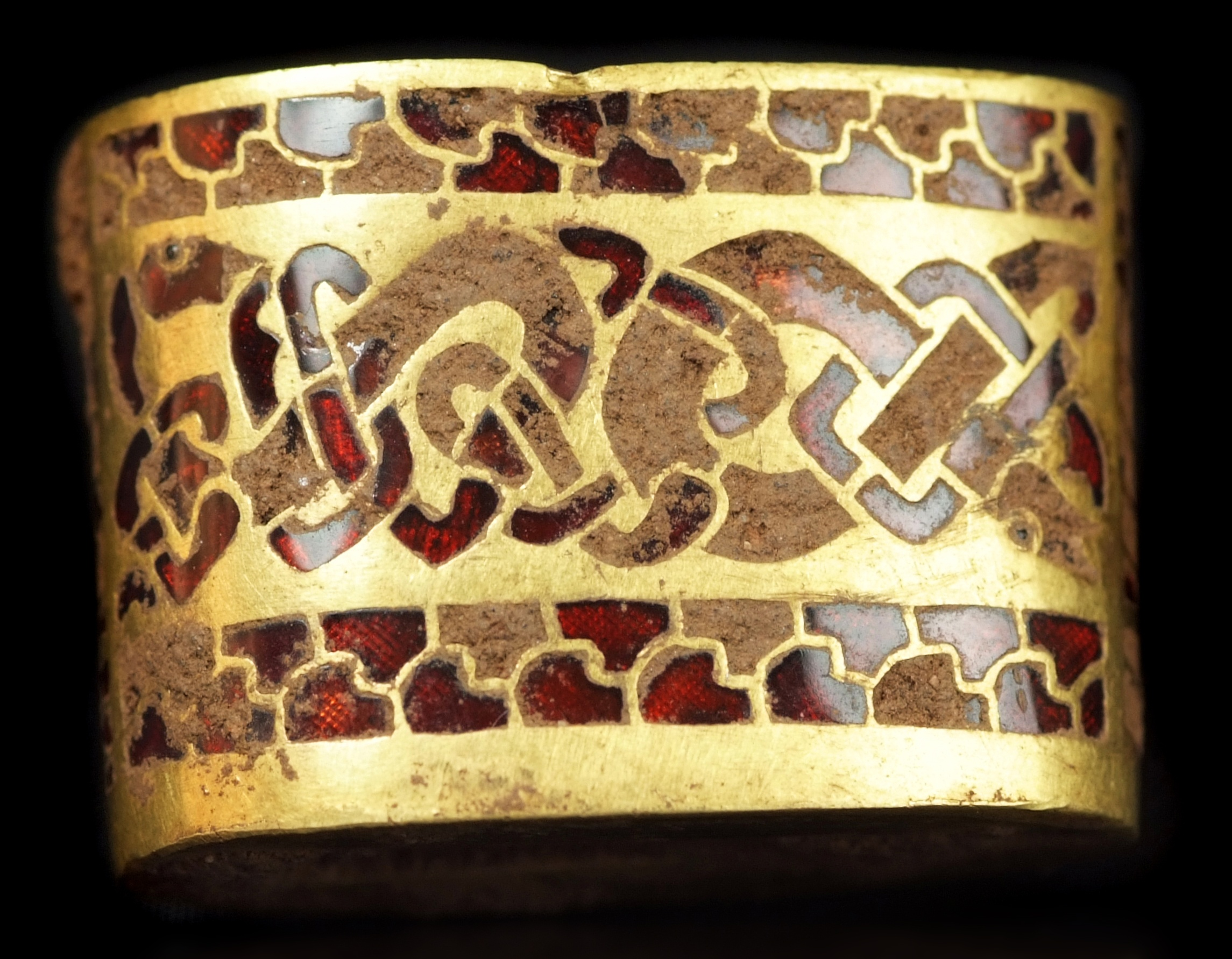
طلا و نارسنگ (و گل)، یراق آلات نظامی از انبار استافوردشایر قبل از تمیز کردن.

در نظر گرفته می‌شود که جامعه متمدن غربی از فرهنگ غربی متأثر از بسیاری از تمدن‌های قدیمی خاور نزدیک باستان، مانند کنعان، مینوسی‌ها، سومر، بابل، ایران باستان و همچنین مصر باستان، توسعه یافته‌است. منشأ آن در حوزه مدیترانه و مجاورت آن است. یونان باستان و روم باستان عموماً به عنوان زادگاه تمدن غربی در نظر گرفته می‌شوند - یونان به شدت بر روم تأثیر گذاشته‌است - اولی به دلیل تأثیر آن بر فلسفه، دموکراسی، علم، زیبایی‌شناسی و … همچنین طرح‌ها و تناسبات و معماری ساختمان؛ دومی به دلیل تأثیری که در هنر، قانون، جنگ، حکومت داری، جمهوری‌خواهی، مهندسی و مذهب دارد. تمدن غرب نیز به شدت با مسیحیت (و تا حدی با یهودیت) مرتبط است که به نوبه خود توسط فلسفه هلنیستی و فرهنگ رومی شکل گرفته‌است. در دوران مدرن، فرهنگ غرب به شدت تحت تأثیر رنسانس، عصر اکتشاف و روشنگری و انقلاب‌های صنعتی و علمی قرار گرفته‌است. از طریق امپریالیسم گسترده، استعمار و مسیحیت توسط برخی از قدرت‌های غربی در قرن‌های ۱۵ تا ۲۰ و بعداً صدور فرهنگ توده‌ای، بسیاری از سایر نقاط جهان به‌طور گسترده تحت تأثیر فرهنگ غرب قرار گرفته‌اند، پدیده‌ای که اغلب غرب‌سازی نامیده می‌شود.

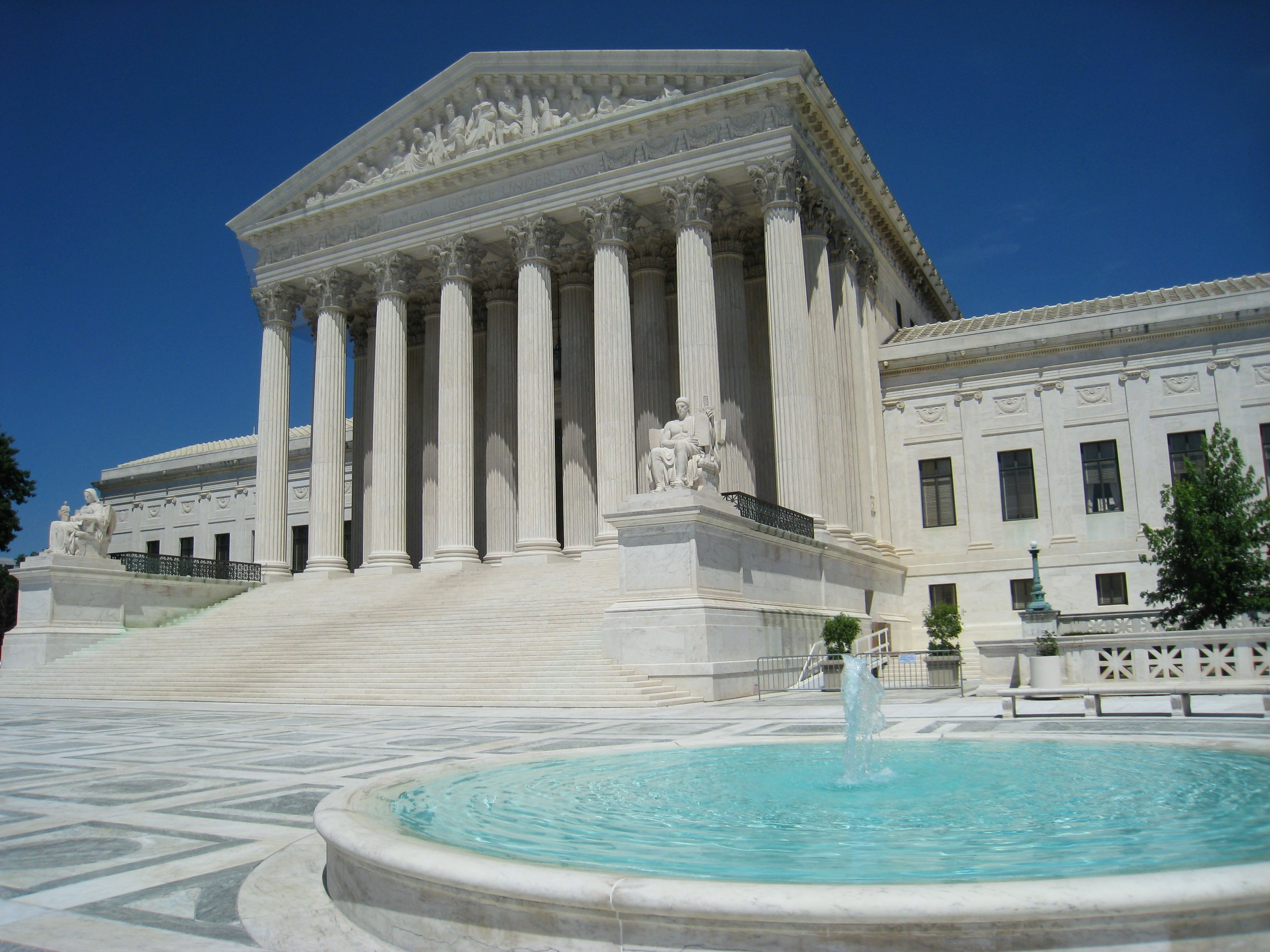
ساختمان دادگاه عالی ایالات متحده (۱۹۳۲–۱۹۳۵)، ساخته شده به سبک نئوکلاسیک، سبک معماری دنیای غرب

مورخانی مانند کارول کویگلی در "تکامل تمدن ها" ادعا می‌کنند که تمدن غرب در حدود سال ۵۰۰ پس از میلاد متولد شده‌است. پس امپراتوری روم غربی، خلأ برای شکوفا شدن ایده‌های جدید که در جوامع کلاسیک غیرممکن بود، باقی می‌ماند. در هر دو دیدگاه، بین سقوط امپراتوری روم غربی و رنسانس، غرب (یا آن مناطقی که بعداً به کانون فرهنگی «سپهر غربی» تبدیل شدند) ابتدا یک دوره انحطاط قابل توجه را تجربه کردند، و سپس سازگاری مجدد، جهت‌گیری مجدد و توسعه قابل توجه مواد، فن آوری و سیاسی.
فرهنگ کلاسیک دنیای غرب باستان تا حدی در این دوره به دلیل بقای امپراتوری روم شرقی و معرفی کلیسای کاتولیک حفظ شد. همچنین با واردات اعراب از هر دو فن آوری یونانی-رومی باستان و جدید از طریق اعراب از هند و چین به اروپا گسترش یافت.
از زمان رنسانس، غرب به دلیل انقلاب‌های موفق دوم کشاورزی، تجاری، علمی، و صنعتی (پیش‌روهای مفاهیم مدرن بانکداری) فراتر از تأثیر یونانیان و رومیان باستان و جهان اسلام تکامل یافت). غرب با عصر روشنگری قرن هجدهم و از طریق گسترش عصر اکتشاف مردمان امپراتوری‌های اروپای غربی و مرکزی، به ویژه امپراتوری‌های استعماری قرن هجدهم و نوزدهم که در سراسر جهان بود، رشد بیشتری کرد. این گسترش بارها با مبلغان کاتولیک همراه شد که سعی در تبلیغ مسیحیت داشتند.
در دهه ۱۹۶۰ در میان برخی از افراد بحث در مورد اینکه آیا آمریکای لاتین به عنوان یک کل در یک مقوله خاص خود قرار دارد یا خیر وجود داشت.

## فرهنگ

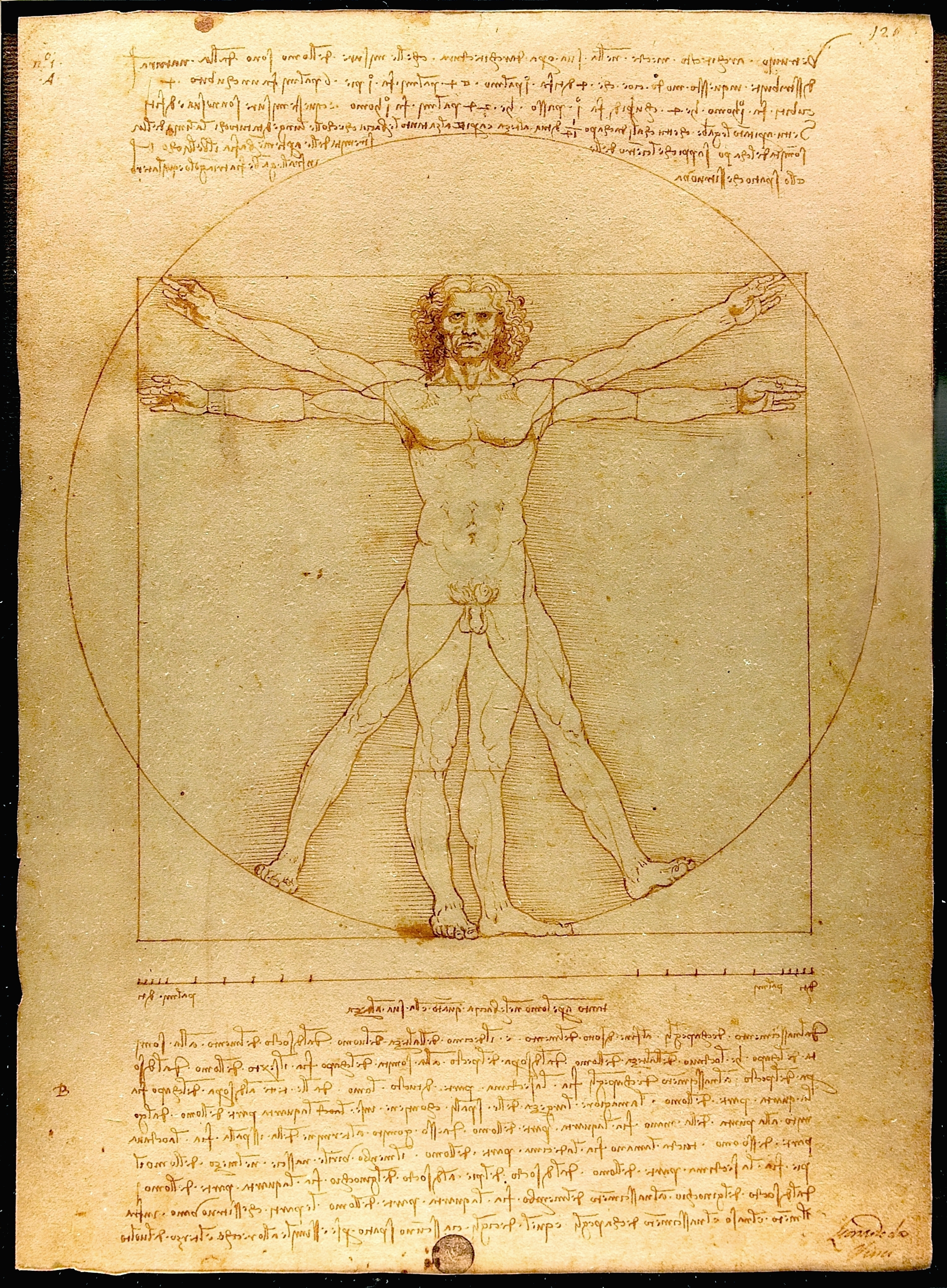
مرد ویترویوسی اثر لئوناردو داوینچی. بر اساس همبستگی تناسبات ایده‌آل انسان با هندسه که توسط معمار رومی باستان ویترویوس در کتاب سوم رساله در باب معماری شرح داده شده‌است.

فرهنگ باختری که با نام‌های تمدن غربی، فرهنگ غرب یا جامعه غربی نیز شناخته می‌شود، اصطلاحی است که به میراث فرهنگی متنوع، هنجارهای اجتماعی، ارزش‌های اخلاقی، آداب و رسوم سنتی، نظام‌های اعتقادی، نظام‌های سیاسی، مصنوعات فرهنگی و فناوری‌های جهان غرب اشاره دارد.. این اصطلاح ممکن است به فرهنگ کشورهای دارای پیوندهای تاریخی با یک کشور اروپایی یا تعدادی از کشورهای اروپایی و تنوع فرهنگ در خود اروپا اشاره کند. اولین مفهوم اروپا به عنوان یک حوزه فرهنگی (به جای صرفاً یک اصطلاح جغرافیایی) در طول رنسانس کارولینژی قرن ۹ ظاهر شد که به قلمروهای مسیحیت غربی منعکس شد. با این حال، «اروپایی» به عنوان اصطلاح فرهنگی شامل سرزمین‌هایی نمی‌شد که کلیسای ارتدکس یا اسلام تا قرن نوزدهم در آن مذهب غالب را نمایندگی می‌کردند. فرهنگ غربی از اختلاط فرهنگ یونانی-رومی، فرهنگ مسیحی و فرهنگ آلمانی سرچشمه می‌گیرد.
گسترش فرهنگ یونانی به جهان هلنیستی، مدیترانهٔ شرقی منجر به سنتز بین فرهنگ یونان و خاور نزدیک شد و پیشرفت‌های عمده در ادبیات، مهندسی و علم، و فرهنگ گسترش مسیحیت اولیه و عهد جدید یونانی داشت. این دوره با رم همپوشانی داشت و پس از آن به دنبال آن بود که سهم کلیدی در قانون، دولت، مهندسی و سازمان سیاسی داشت.
فرهنگ غرب با مجموعه ای از مضامین و سنت‌های هنری، فلسفی، ادبی و حقوقی مشخص می‌شود. مسیحیت، در درجه اول کلیسای کاتولیک رومی، و بعداً پروتستانتیسم حداقل از قرن چهارم نقش برجسته‌ای در شکل‌گیری تمدن غرب ایفا کرده‌است. همان‌طور که یهودیت انجام داد. سنگ بنای تفکر غربی که از یونان باستان آغاز شدو تداوم در قرون وسطی و رنسانس، ایده خردگرایی در حوزه‌های مختلف زندگی است که توسط فلسفه هلنیستی، مکتب و انسان‌گرایی توسعه یافته‌است. تجربه‌گرایی بعدها به روش علمی، انقلاب علمی و عصر روشنگری منجر شد.

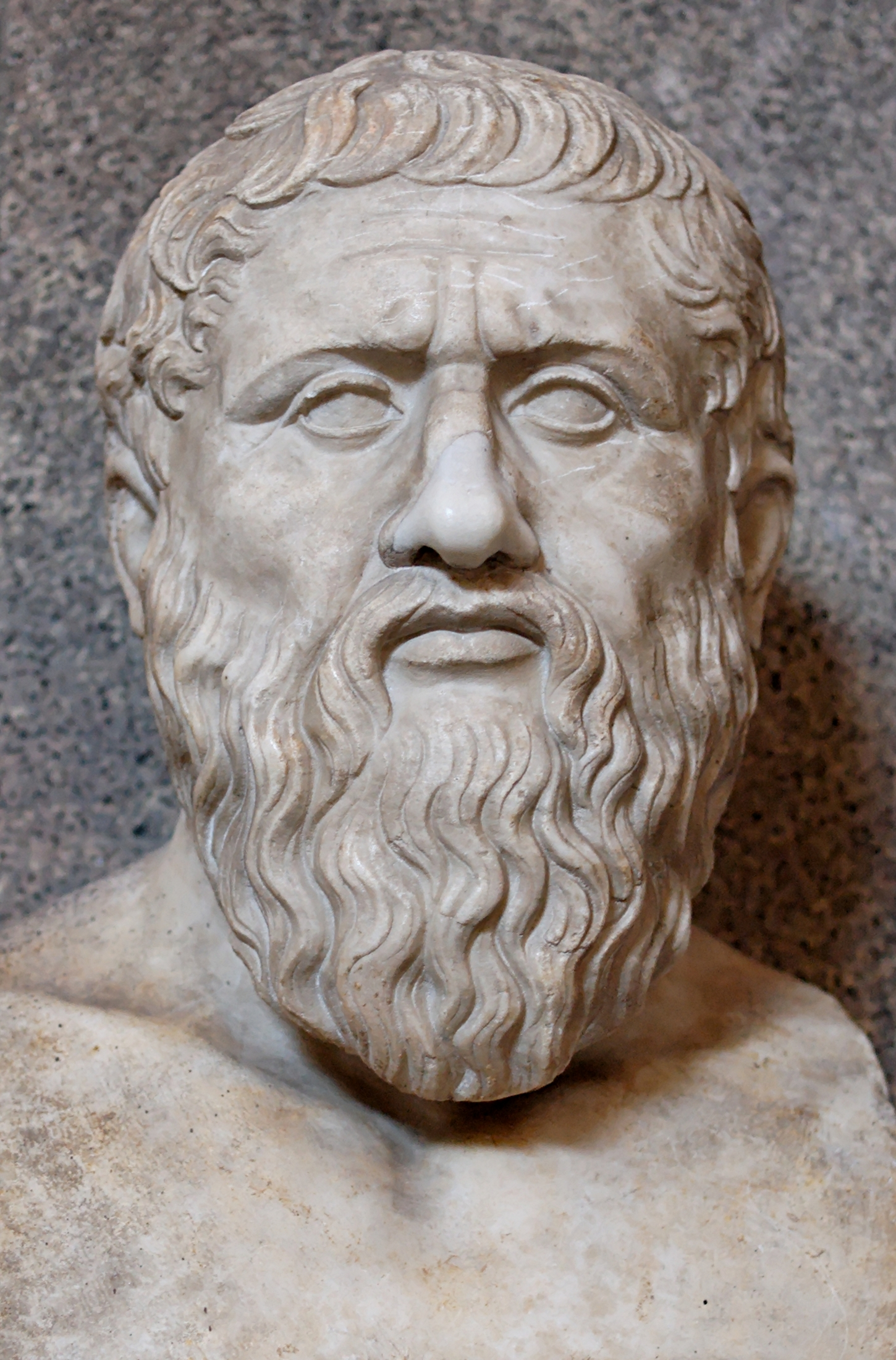
افلاطون، مسلماً تأثیرگذارترین شخصیت در کل فلسفه غرب، عملاً بر تمام فلسفه و الهیات غرب و خاورمیانه بعدی تأثیر گذاشته‌است.

فرهنگ غرب با مسیحی شدن جامعه اروپایی در قرون وسطی، اصلاحات ناشی از رنسانس قرون وسطی، نفوذ جهان اسلام از طریق اندلس و سیسیل (شامل انتقال تکنولوژی از شرق، و ترجمه لاتینی از شرق به رشد خود ادامه داد). متون عربی در مورد علم و فلسفه توسط فیلسوفان اسلامی یونانی و یونانی، و رنسانس ایتالیا به عنوان دانشمندان یونانی که پس از سقوط قسطنطنیه فرار کردند، سنت‌ها و فلسفه کلاسیک را به ارمغان آوردند. این تغییر عمده برای کشورهای غیر غربی و مردم آنها شاهد تحولی در نوسازی در آن کشورها بود. مسیحیت قرون وسطی با ایجاد دانشگاه مدرن، سیستم بیمارستانی مدرن، اقتصاد علمی، و قانون طبیعی (که بعداً بر ایجاد حقوق بین‌الملل تأثیر گذاشت) اعتبار دارد. مسیحیت در پایان دادن به اعمال رایج در میان مشرکان اروپایی در آن زمان، مانند قربانی کردن انسان و کودک کشی نقش داشت. فرهنگ اروپایی با طیف پیچیده‌ای از فلسفه، مکتب قرون وسطی، عرفان و اومانیسم مسیحی و سکولار توسعه یافت. در طول دوران طولانی تغییر و شکل‌گیری، با آزمایش‌های عصر روشنگری و پیشرفت‌هایی در علوم، توسعه یافت. گرایش‌هایی که جوامع مدرن غربی را تعریف می‌کنند عبارتند از: مفهوم کثرت گرایی سیاسی، فردگرایی، خرده فرهنگ‌ها یا ضد فرهنگ‌های برجسته (مانند جنبش‌های عصر جدید) و افزایش همزمانی فرهنگی ناشی از جهانی شدن و مهاجرت انسانی.

## مقاطع تاریخی

### غرب منطقه مدیترانه در دوران باستان
تقسیمات ژئوپلیتیکی در اروپا که مفهوم شرق و غرب را به وجود آورد در دوران استبداد و امپریالیستی باستانی یونان و روم سرچشمه گرفت. مدیترانه شرقی خانه فرهنگ‌های بسیار شهرنشینی بود که زبان یونانی را به عنوان زبان مشترک خود داشتند (به دلیل امپراتوری قدیمی اسکندر مقدونی و جانشینان هلنیستی)، در حالی که غرب در ماهیت خود بسیار روستایی بود و لاتین را به راحتی پذیرفت. زبان مشترک آن پس از سقوط امپراتوری روم غربی و آغاز قرون وسطی (یا قرون وسطی)، اروپای غربی و مرکزی به‌طور قابل توجهی از شرق جدا شدند، جایی که فرهنگ یونانی بیزانس و مسیحیت شرقی تأثیرات اساسی در جهان اروپای شرقی مانند اقوام اسلاوی شرقی و جنوبی.

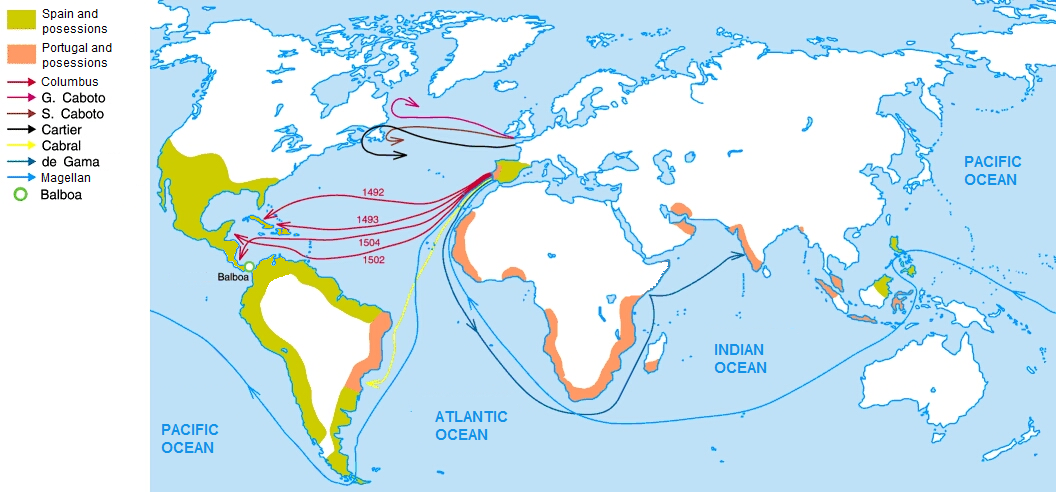
سفرهای اصلی عصر اکتشاف (از قرن پانزدهم آغاز شد)

اروپای غربی و مرکزی کاتولیک رومی، به ویژه زمانی که در دوره رنسانس شروع به توسعه مجدد کرد، هویت متمایز خود را حفظ کرد. حتی پس از اصلاحات پروتستانی، اروپای پروتستان همچنان خود را بیشتر از سایر بخش‌های جهان متمدن تصور می‌کرد که به
اروپای کاتولیک رومی گره خورده‌است. استفاده از واژه غرب به عنوان یک اصطلاح خاص فرهنگی و ژئوپلیتیکی در طول عصر اکتشاف و با گسترش فرهنگ اروپا به سایر نقاط جهان توسعه یافت. کاتولیک‌های رومی اولین گروه مذهبی بزرگی بودند که به دنیای جدید مهاجرت کردند، زیرا ساکنان مستعمره‌های اسپانیا و پرتغال (و بعداً فرانسه) به این مذهب تعلق داشتند. از سوی دیگر، مستعمرات انگلیسی و هلندی از نظر مذهبی تنوع بیشتری داشتند. مهاجران این مستعمرات عبارتند از انگلیکن‌ها، کالوینیست‌های هلندی، پیوریتان‌های انگلیسی و دیگر ناسازگاران، کاتولیک‌های انگلیسی، پرسبیتریان اسکاتلندی، اوگنوهای فرانسوی، لوتریان آلمانی و سوئدی، و همچنین کوئیکرها، منونایت‌ها، آمیش‌ها و موراویان.

### جهان‌های یونان باستان و هلنیستی (قرن ۱–۱۳ قبل از میلاد)

جهان یونان باستان، ۵۵۰ سال قبل از میلاد مسیح

تمدن یونان باستان در هزاره اول قبل از میلاد به قطب‌های ثروتمند، به اصطلاح دولت-شهرها (واحدهای سیاسی سست جغرافیایی که با گذشت زمان، به ناچار جای خود را به سازمان‌های بزرگتر جامعه، از جمله امپراتوری و دولت-ملت) پایان می‌دهند، در حال رشد بود. مانند آتن، اسپارت، تبس، و کورنت، توسط شهرهای خاورمیانه و نزدیک (شهرهای سومری مانند اوروک و اور ؛ دولت شهرهای مصر باستان مانند تبس و ممفیس؛ صور و صیدون فنیقی؛ پنج فلسطینی . ایالت-شهرها؛ ایالت-شهرهای بربر گارامانت‌ها).

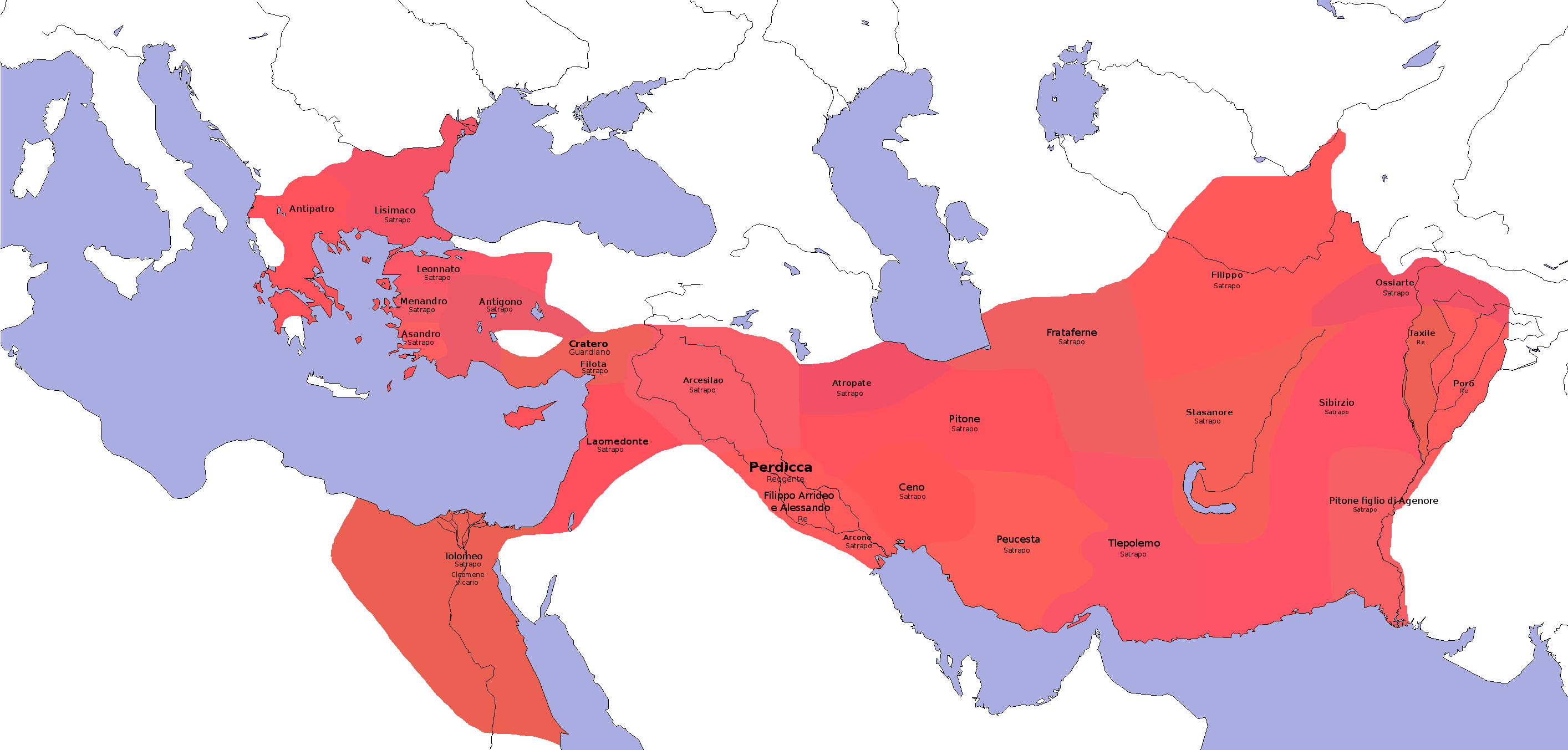
جهان یونان باستان هلنیستی از ۳۲۳ قبل از میلاد

تقسیم یونانی آن زمان بین بربرها (اصطلاحی که یونانیان باستان برای همه مردم غیر یونانی زبان به کار می‌بردند) و یونانی‌ها در بسیاری از جوامع فرهنگ یونانی زبان سکونتگاه‌های یونانی اطراف مدیترانه را با فرهنگ‌های غیریونانی اطراف آن متضاد کرد. هرودوت جنگ‌های ایران در اوایل قرن پنجم قبل از میلاد را درگیری اروپا در مقابل آسیا (که به ترتیب تمام سرزمین‌های شمال و شرق دریای مرمره را در نظر گرفت) می‌دانست. یونانی‌ها آنچه را که به عنوان فقدان آزادی در جهان ایرانی تلقی می‌کردند، برجسته می‌کردند، چیزی که آن را در تضاد با فرهنگ خود می‌دانستند.
به گفته تعدادی از نویسندگان، فتح آینده بخش‌هایی از امپراتوری روم توسط مردم ژرمن و تسلط متعاقب آن توسط پاپ مسیحی غربی (که دارای اقتدار ترکیبی سیاسی و معنوی بود، وضعیتی در تمدن یونان در تمام مراحل آن غایب بود)، منجر به گسست پیوندهای قبلی بین غرب لاتین و تفکر یونانی، از جمله تفکر یونانی مسیحی شد.

### جهان روم باستان (قرن ششم قبل از میلاد - ۳۹۵–۴۷۶ پس از میلاد)

جمهوری روم در ۲۱۸ قبل از میلاد پس از فتح بیشتر شبه جزیره ایتالیا، در آستانه موفقیت آمیزترین و مرگبارترین جنگ خود با کارتاژنی‌ها.

روم باستان (قرن ۶ قبل از میلاد - ۴۷۶ پس از میلاد) اصطلاحی است برای توصیف جامعه روم باستان که ایتالیای مرکزی را با جذب فرهنگ ویلانوا ایتالیایی فتح کرد و از منطقه لاتیوم از حدود قرن هشتم قبل از میلاد به یک امپراتوری عظیم در دریای مدیترانه رشد کرد. در ۱۰ قرن گسترش سرزمینی خود، تمدن روم از یک سلطنت کوچک (۵۰۹–۷۵۳ قبل از میلاد)، به یک جمهوری (۲۷–۵۰۹ قبل از میلاد)، به یک امپراتوری خودکامه (۲۷ قبل از میلاد - ۴۷۶ پس از میلاد) تغییر مکان داد. امپراتوری آن بر اروپای غربی، مرکزی و جنوب شرقی، شمال آفریقا تسلط یافت و پس از پایان یافتن، به یک امپراتوری خودکامه تبدیل به منطقه وسیع خاورمیانه شد. فتح با استفاده از لژیون‌های رومی و سپس از طریق یکسان‌سازی فرهنگی با به رسمیت شناختن نهایی نوعی از امتیازات شهروندی رومی انجام شد. با این وجود، علیرغم میراث عظیم آن، تعدادی از عوامل منجر به افول نهایی و در نهایت سقوط امپراتوری روم شد.
امپراتوری روم جانشین جمهوری روم تقریباً ۵۰۰ ساله شد (۳۰–۵۱۰ قبل از میلاد).  در ۳۵۰ سال، از موفقیت‌آمیز و مرگبارترین جنگ با فنیقی‌ها در ۲۱۸ قبل از میلاد تا فرمانروایی امپراتور هادریان در سال ۱۱۷ پس از میلاد، روم باستان تا بیست و پنج برابر مساحت خود را گسترش داد. همان زمان قبل از سقوط آن در سال ۴۷۶ بعد از میلاد گذشت. رم خیلی قبل از اینکه امپراتوری به اوج خود برسد با فتح داکیا در سال ۱۰۶ پس از میلاد (رومانی امروزی) تحت فرمان امپراتور تراژان گسترش یافته بود. امپراتوری روم در طول اوج قلمروی خود، حدود ۵٬۰۰۰٬۰۰۰ کیلومتر مربع (۱٬۹۰۰٬۰۰۰ مایل مربع) را تحت کنترل داشت. از سطح زمین و ۱۰۰ میلیون نفر جمعیت داشت. از زمان سزار (۱۰۰ تا ۴۴ قبل از میلاد) تا سقوط امپراتوری روم غربی، روم بر جنوب اروپا، سواحل مدیترانه آفریقای شمالی و شام تسلط داشت، از جمله مسیرهای تجاری باستانی با جمعیت ساکن در خارج. روم باستان کمک زیادی به توسعه حقوق، جنگ، هنر، ادبیات، معماری، فناوری و زبان در جهان غرب کرده‌است و تاریخ آن

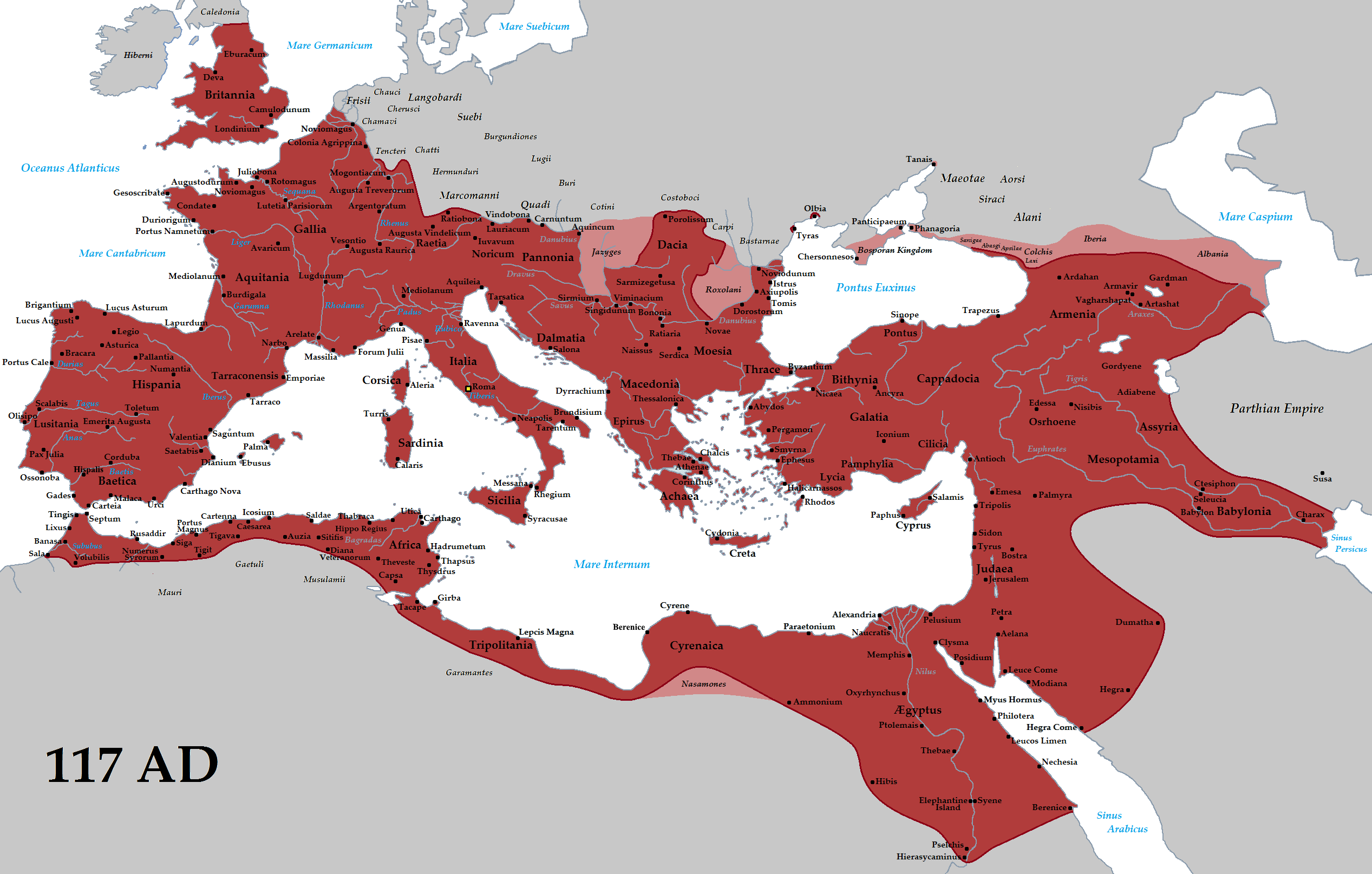
امپراتوری روم در سال ۱۱۷ پس از میلاد. در طول ۳۵۰ سال جمهوری روم به یک امپراتوری تبدیل شد که تا ۲۵ برابر مساحت آن گسترش یافت.

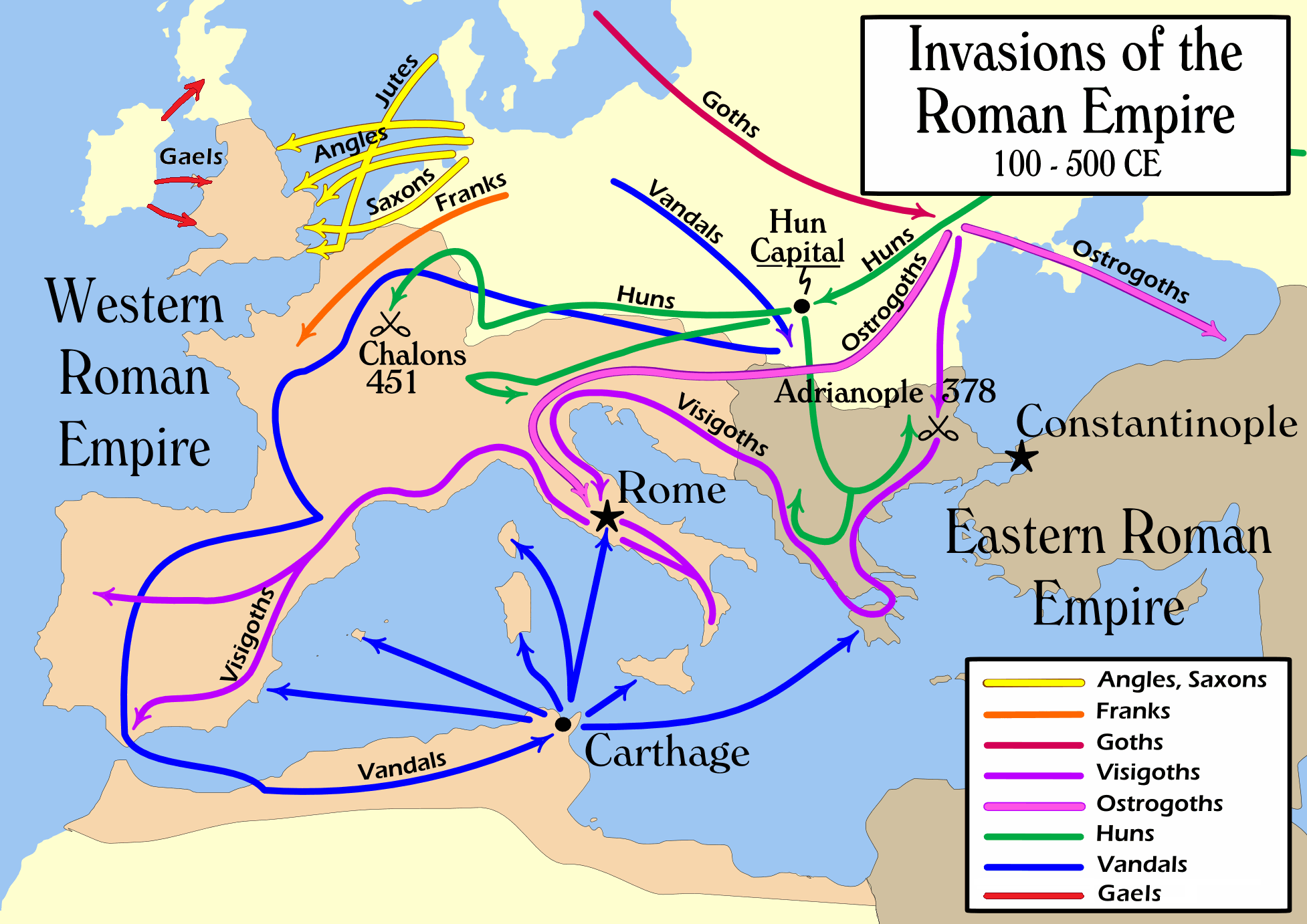
پایان دادن به تهاجمات به امپراتوری روم از قرن دوم و در سراسر قرن پنجم

همچنان بر جهان امروز تأثیر زیادی دارد. زبان لاتین پایه‌ای بوده‌است که زبان‌های رومی از آن تکامل یافته‌اند و تا سال ۱۹۶۷ زبان رسمی کلیسای کاتولیک و تمام مراسم مذهبی کاتولیک در سراسر اروپا و همچنین زبان رسمی کشورهایی مانند ایتالیا و لهستان بوده‌است. -قرن 18).
در سال ۳۹۵ پس از میلاد، چند دهه قبل از فروپاشی غربی، امپراتوری روم رسماً به یک امپراتوری غربی و شرقی تقسیم شد که هر کدام امپراتورها، پایتخت‌ها و دولت‌های خود را داشتند، اگرچه ظاهراً هنوز به یک امپراتوری رسمی تعلق داشتند. استان‌های امپراتوری روم غربی در قرن پنجم به دلیل
جنگ‌های داخلی، فساد و تهاجمات ویرانگر ژرمن‌ها از قبیل هون‌ها، گوت‌ها، فرانک‌ها و وندال‌ها به دلیل گسترش دیرهنگام آنها در سراسر اروپا، با پادشاهی‌های آلمانی اروپای شمالی جایگزین شدند. غارت سه روزه ویزیگوت‌ها در سال ۴۱۰ پس از میلاد از رم که مدت کوتاهی قبل به یونان حمله کرده بودند، زمان تکان دهنده ای برای یونانی-رومی‌ها، اولین بار پس از تقریباً ۸۰۰ سال بود که روم به دست دشمن خارجی افتاد و سنت ژروم زنده بود. در بیت لحم در آن زمان، نوشت که «شهری که تمام جهان را گرفته بود، خودش گرفته شد.» در پی غارت سال ۴۵۵ بعد از میلاد به مدت ۱۴ روز، این بار توسط وندال‌ها انجام شد و روح ابدی روم را از طریق مقر مقدس رم (کلیسای لاتین) برای قرن‌های آینده حفظ کرد. قبایل باستانی بربر که اغلب از سربازان رومی ورزیده تشکیل شده بودند که توسط روم برای محافظت از مرزهای گسترده پرداخت می‌شد، از نظر نظامی به «بربرهای رومی شده» پیچیده تبدیل شده بودند و بی رحمانه رومی‌ها را که سرزمین‌های غربی آنها را تسخیر می‌کردند و در عین حال دارایی‌های آنها را غارت می‌کردند، سلاخی کردند.
امپراتوری روم جایی است که ایده "غرب" شروع به ظهور کرد. 
امپراتوری روم شرقی که از قسطنطنیه اداره می‌شود، معمولاً پس از سال ۴۷۶ پس از میلاد به عنوان امپراتوری بیزانس شناخته می‌شود، تاریخ سنتی سقوط امپراتوری روم و آغاز قرون وسطی اولیه. امپراتوری روم شرقی که از سقوط غرب جان سالم به در برد، از سنت‌های حقوقی و فرهنگی روم محافظت کرد و آنها را با عناصر یونانی و مسیحی برای هزار سال دیگر ترکیب کرد. نام امپراتوری بیزانس برای اولین بار قرن‌ها بعد، پس از پایان امپراتوری بیزانس استفاده شد. انحلال نیمه غربی، اسماً در سال ۴۷۶ پس از میلاد به پایان رسید، اما در حقیقت یک روند طولانی که با ظهور گول کاتولیک (فرانسه امروزی) در حدود سال ۸۰۰ پس از میلاد به پایان رسید، تنها امپراتوری روم شرقی را زنده گذاشت. نیمه شرقی برای مدتی خود را امپراتوری روم شرقی تصور می‌کرد تا سال ۶۱۰–۸۰۰ پس از میلاد، زمانی که لاتین زبان رسمی امپراتوری نبود. ساکنانی که خود را رومی می‌نامیدند به این دلیل بود که اصطلاح «رومی» به معنای تمام مسیحیان بود. پاپ شارلمانی را به عنوان امپراتور رومیان امپراتوری تازه تأسیس روم مقدس تاج گذاری کرد و غرب شروع به تفکر در مورد لاتین‌های غربی ساکن در امپراتوری غربی قدیم و یونانیان شرقی (آنهایی که در داخل بقایای رومی امپراتوری شرقی قدیم بودند) شروع کرد.

### استعمارگری غرب
امروزه به کشورهای اروپایی از جمله انگلیس و فرانسه هم‌چنین ایالات متحده آمریکا، و هم‌پیمانان سیاسی و اقتصادی که تأثیرپذیری فرهنگی نیز از همدیگر دارند؛ اصطلاحاً گفته می‌شود.

## نگارخانه

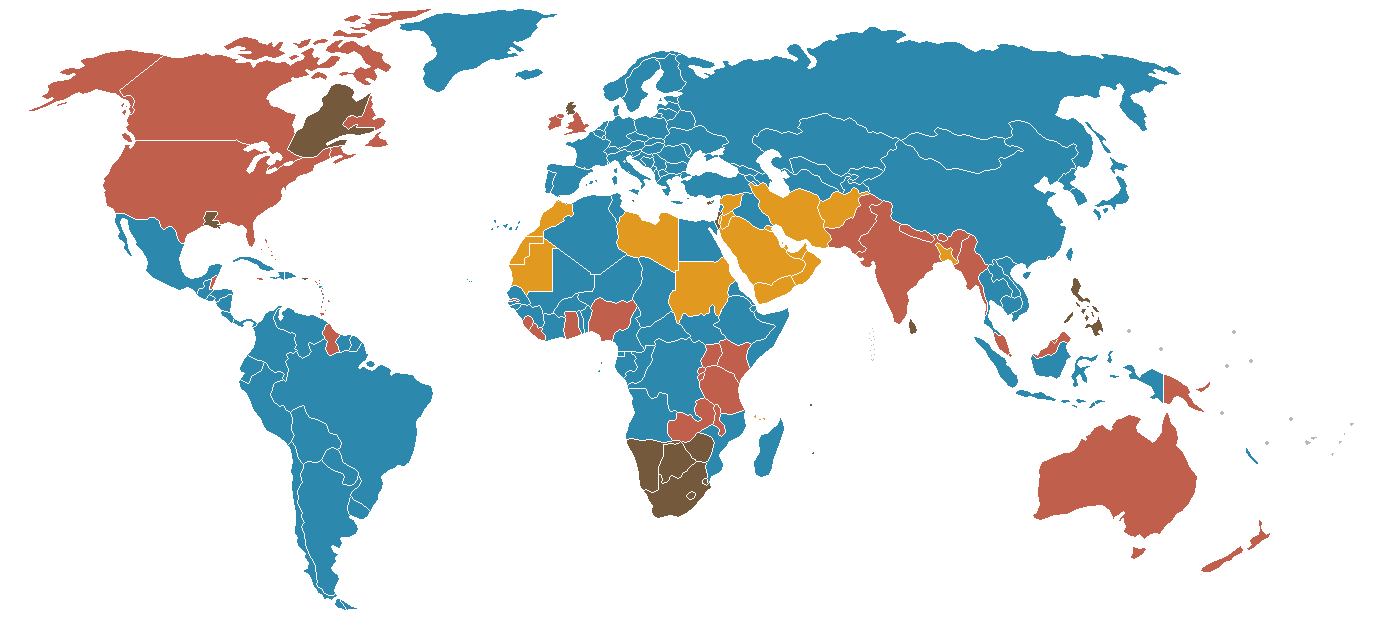
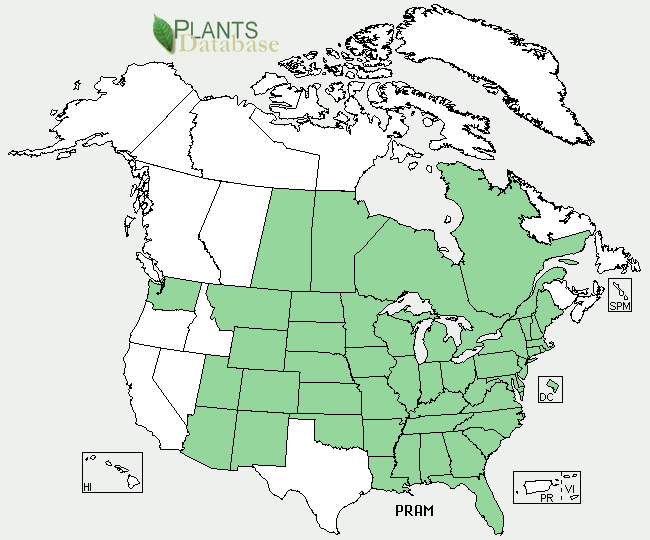
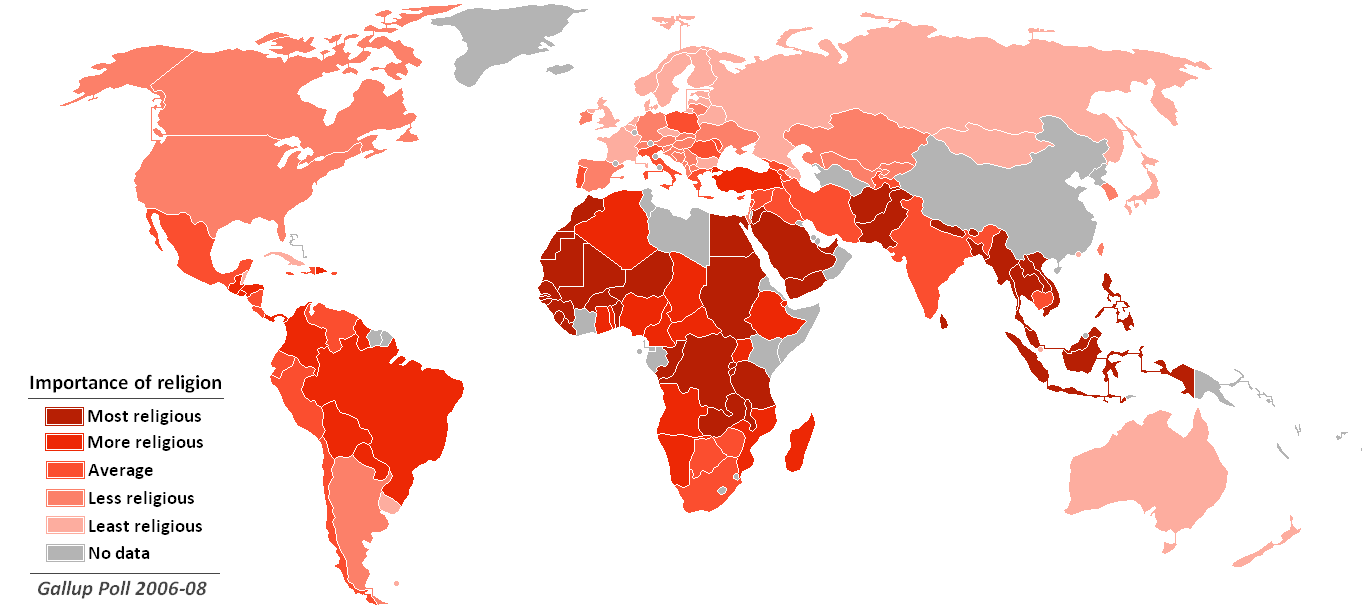
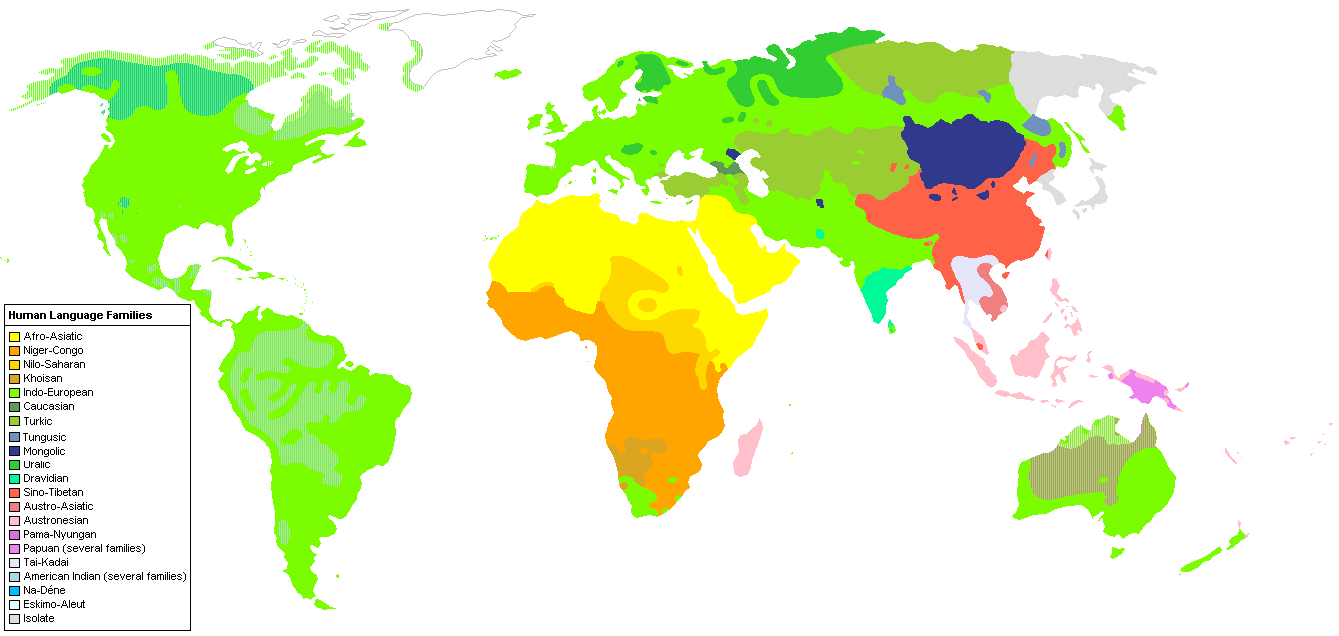